# Aldo Puglisi
Aldo Puglisi  (n. 12 aprilie 1935, Catania, Italia – d. 19 iulie 2024, Catania, Italia) a fost un actor italian. Printre cele mai cunoscute filme ale sale se numără Sedusă și abandonată, Căsătorie în stil italian și Fata cu pistolul.

## Biografie
Fiu de artiști (tatăl și mama erau actori din Catania activi în anii treizeci), a debutat în cinematografie în 1964, jucând în trei filme: rolul Ciccio din episodul Văduva din Trei nopți de dragoste de Renato Castellani, în rolul lui Peppino Califano din Sedusă și abandonată de Pietro Germi și în cel a lui Alfredo în Căsătorie în stil italian a lui Vittorio De Sica.
În anul următor a jucat un rol minor, cel de carabinier în Doamnelor și domnilor de Pietro Germi și trei rolurii în două filme episodice: în L'irreparabile, un segment Gli amanti latiniti a lui Mario Costa, a interpretat rolul lui Saro, în timp ce în filmul lui Steno Letti sbagliati a jucat atât în episodul Porcul de Maurizio, cât și în A doua soție.
În 1967, au urmat filmele Peggio per me... meglio per te (Mai rău pentru mine ... mai bine pentru tine) de Bruno Corbucci, fiind primul din tripticul continuat în 1968, jucând rolul unuia dintre emigranții sicilieni în Anglia din filmul Fata cu pistolul a lui Mario Monicelli, urmat de Amore e rabbia în regia lui Pier Paolo Pasolini.
În perioada care a urmat, a jucat sporadic în filme, fiind dedicat teatrului. În 1980 a revenit la film, interpretând rolul locotenentului La Pezza în filmul Arrivano i gatti în regia lui Carlo Vanzina, după care a avut câteva roluri episodice în miniserialul TV Avvocati (1998), urmând un rol Segreti di Stato de Paolo Benvenuti și în Tosca e altre due de Giorgio Ferrara. 

## Filmografie selectivă
- 1964 3 notti d'amore, regia Renato Castellani
- 1964 Sedusă și abandonată (Sedotta e abbandonata), regia Pietro Germi
- 1964 Căsătorie în stil italian (Matrimonio all'italiana), regia Vittorio De Sica
- 1965 Doamnelor și domnilor (Signore & signori), regia Pietro Germi
- 1965 Gli amanti latini, regia Mario Costa
- 1965 Letti sbagliati, regia Steno
- 1968 Fata cu pistolul (La ragazza con la pistola), regia Mario Monicelli
- 1968 Vacanze sulla Costa Smeralda, regia Ruggero Deodato
- 1973 Vogliamo i colonnelli, regia Mario Monicelli
- 1974 Travolti da un insolito destino nell'azzurro mare d'agosto, regia Lina Wertmüller
- 1975 Il giustiziere di mezzogiorno, regia Mario Amendola
- 1976 Prima notte di nozze, regia Corrado Prisco
- 1980 Arrivano i gatti, regia Carlo Vanzina
- 2003 Segreti di stato, regia Paolo Benvenuti
- 2003 Tosca e altre due, regia Giorgio Ferrara
- 2007 Quell'estate felice, regia Beppe Cino